# هونی کپیتال
هونی کپیتال (انگلیسی: Hony Capital) شرکت سرمایه‌گذاری چینی است، که در سال ۲۰۰۳ تأسیس شد.